# Gustav Cleemann
Gustav Cleemann (* 16. Septemberjul. / 28. September 1858greg. in Riga, Gouvernement Livland, Russisches Kaiserreich; † 30. Mai 1919 in Riga), mit vollem Namen Gustav Bernhard Christian Cleemann, lettisch Gustavs Bernhards Kristians Klēmanis, war ein deutsch-baltischer Pastor. Er gilt als evangelischer Bekenner und ist auf dem Rigaer Märtyrerstein verzeichnet.
Die Datumsangaben in diesem Artikel richten sich, wenn nicht anders angegeben, für den Zeitraum bis 1918 nach dem julianischen Kalender.

## Leben

### Jugend und Ausbildung
Viele der Vorfahren Gustav Cleemanns seit dem 17. Jahrhundert waren bereits Geistliche. Sein Vater Gustav Cleemann war Notar am Rigaer Wettgericht.
Gustav Cleemann der Jüngere besuchte die Frommsche Elementarschule und von 1869 bis 1877 das Gouvernementsgymnasium in Riga, das er mit dem Abitur abschloss. Danach studierte er von 1878 bis 1885 Theologie an der Kaiserlichen Universität Dorpat. Am 15. September 1882 trat er dem Theologischen Verein Dorpat bei. Außerdem war er Mitglied der „Fraternitas Dorpatensis“, unter anderem als Senior. Sein theologisches Wissen galt als gründlich. 1885 bestand er die Prüfungen vor dem Konsistorium in Riga. Im selben Jahr verbrachte er sein Probejahr bei Pastor Grimm in Üxküll in Livland.
Er wurde am Sonntag, dem 17. Novemberjul. / 29. November 1885greg., in der Rigaer St. Jakobikirche von Generalsuperintendent Girgensohn zum Hilfsprediger ordiniert. Im selben Festakt erfolgte die Ordination Ernst Fromhold-Treus.
Das Gewissen genoss bei Cleemann höchsten Stellenwert. Er richtete es an der Bibel aus. Zunächst, von 1885 bis 1886 war er Pastor-Adjunkt in Üxküll. Am 1. Juli 1886 heiratete er Olga Elisabeth Bernsdorff.

### Pastor in Pinkenhof und St. Annen
Vom 27. Juli 1886 bis 1906 war Gustav Cleemann Pastor der Patrimonialpfarre in Pinkenhof und St. Annen bei Riga. Seine Amtseinführung wurde von Superintendent Gähtgens, Konsistorialassessor Pastor Hartmann und Oberpastor Poelchau durchgeführt. Der Patron wurde dabei durch den Ratsherrn W. Lange vertreten.
Am 30. November 1890 trat Gustav Cleemann gemeinsam mit Alfred Geist der literärisch-praktischen Bürgerverbindung bei.
Am 10. Februar 1893 trat er der Gesellschaft für Geschichte und Altertumskunde der Ostseeprovinzen Russlands in Riga bei und am 8. Dezember 1904 der Lettisch-Literärischen Gesellschaft, der auch der 1905 ermordete Pastor Karl Schilling, der 1906 ermordete Propst Ludwig Zimmermann, die 1919 von Bolschewiki hingerichteten Geistlichen Hans Bielenstein, Alexander Bernewitz, Xaver Marnitz, Arnold von Rutkowski, Paul Fromhold-Treu, Christoph Strautmann, Karl Schlau, Eberhard Savary, Eugen Scheuermann und Wilhelm Gilbert sowie der im Gefängnis der Bolschewiki gestorbene Pastor Erwin Gross angehörten beziehungsweise angehört hatten. Die Gesellschaft widmete sich der Erforschung der lettischen Sprache, Folklore und Kultur. Sie wurde überwiegend von deutsch-baltischen Pastoren und Intellektuellen getragen. Für die Letten selbst war eine höhere Bildung zur Zeit der kaiserlich-russischen Vorherrschaft noch kaum zugänglich, ihre Kultur führte ein Schattendasein. 
Gottesdienste hielt Cleemann in deutscher und lettischer Sprache, allerdings hatte er bei seinen Predigten große Schwierigkeiten mit der Aussprache des Lettischen, was ihn sehr belastete.
In der Urlaubszeit hielt er Strand-Gottesdienste ab.
Im Dezember 1905 teilten Delegierte einer neuen Gemeindeverwaltung Cleemann seine Entlassung mit.

### Pastor in Riga
Ab 1907 war Gustav Cleemann Pastor des deutschen Teils der Rigaer Jesus-Gemeinde, womit seine Sprachschwierigkeiten mit dem Lettischen zu seiner Freude nicht mehr relevant waren, da er nun in seiner Muttersprache predigen konnte. Am 1. Januar 1907 hielt er in der Jesuskirche seine Präsentationspredigt, kommissarisch übernahm er die Gemeinde sofort, noch vor seiner offiziellen Amtseinführung, da sein Vorgänger, Pastor Poelchau, bereits an die Petrikirche gewechselt war und keine Lücke entstehen sollte. Er bemühte sich um die Aufbauarbeit an seiner Gemeinde, die ihm allerdings nicht leicht fiel. Es lag in seiner Natur, zunächst sorgfältig zu planen, bevor er in Aktion trat. Vorher musste er zahlreiche Hemmungen und Bedenken überwinden. Wenn er sich aber erst einmal zu einer Tätigkeit durchgerungen hatte, führte er diese gründlich, vollständig und gewissenhaft durch. 
Für längere Zeit war Cleemann auch Religionslehrer an der Stadttöchterschule.
Zu Neujahr spendete er regelmäßig für einen guten Zweck.
Mehrmals leitete er einen Missionsleseabend.
Während des Ersten Weltkrieges kam Cleemann unverändert seiner Arbeit nach. 
Am Dienstag, dem 15. Januar 1918, hielt er beim Pastorenabend im St. Petri-Kirchenhaus einen Vortrag über die Religion der Patriarchen.
Auch während des Lettischen Unabhängigkeitskrieges blieb Gustav Cleemann bei seiner Gemeinde und kam seiner Arbeit nach, bis er, verhaftet im April 1919, mit seiner Frau von Bolschewiki für längere Zeit als Geisel in der Zitadelle inhaftiert wurde. Der Pastor rechnete diese Zeit zur schönsten Zeit seines Lebens, bezeichnete sie als Quelle reichen Segens und meinte:

„Ich habe nie meinen Gott und Herrn so nahe gefühlt.“

Gustav und Olga Cleemann infizierten sich in der Haft mit Fleckfieber.
Am 22. Mai 1919 wurde Riga durch die Baltische Landeswehr erobert. Die Söhne Cleemanns, die der Landeswehr angehörten, befreiten ihre Eltern und eine Schwester aus dem Gefängnis, so dass sie zurückkehren konnten. Nur acht Tage danach starb Gustav Cleemann an seiner Krankheit.
Am 2. Juni 1919 erlag auch seine Frau dem Fleckfieber. Am 4. Juni wurden beide gemeinsam bestattet. Die Trauerfeier fand in der Neuen Kirchhofskapelle statt. Die Aufschrift auf der Tafel auf seinem Grab war charakteristisch für ihn und lautete: „Apostg. 24, 16. Ich übe mich zu haben ein unverletzt Gewissen allenthalben, beides, gegen Gott und die Menschen.“ (Siehe Apg 24,16 )